# Red Bull Brasil
Maillots
Le Red Bull Brasil est un club de football brésilien basé à São Paulo et sponsorisé par le groupe Red Bull, ayant fusionné avec le CA Bragantino pour créer le Red Bull Bragantino le 5 avril 2019.
Le Red Bull Brasil reste néanmoins actif après cette date, en tant qu'équipe réserve du RB Bragantino dans les ligues régionales.

## Palmarès
- Campeonato Paulista Série A3 (D3) :
  - Champion : 2010

- Campeonato Paulista Série B (D4) :
  - Champion : 2009